# Пучок Гіса

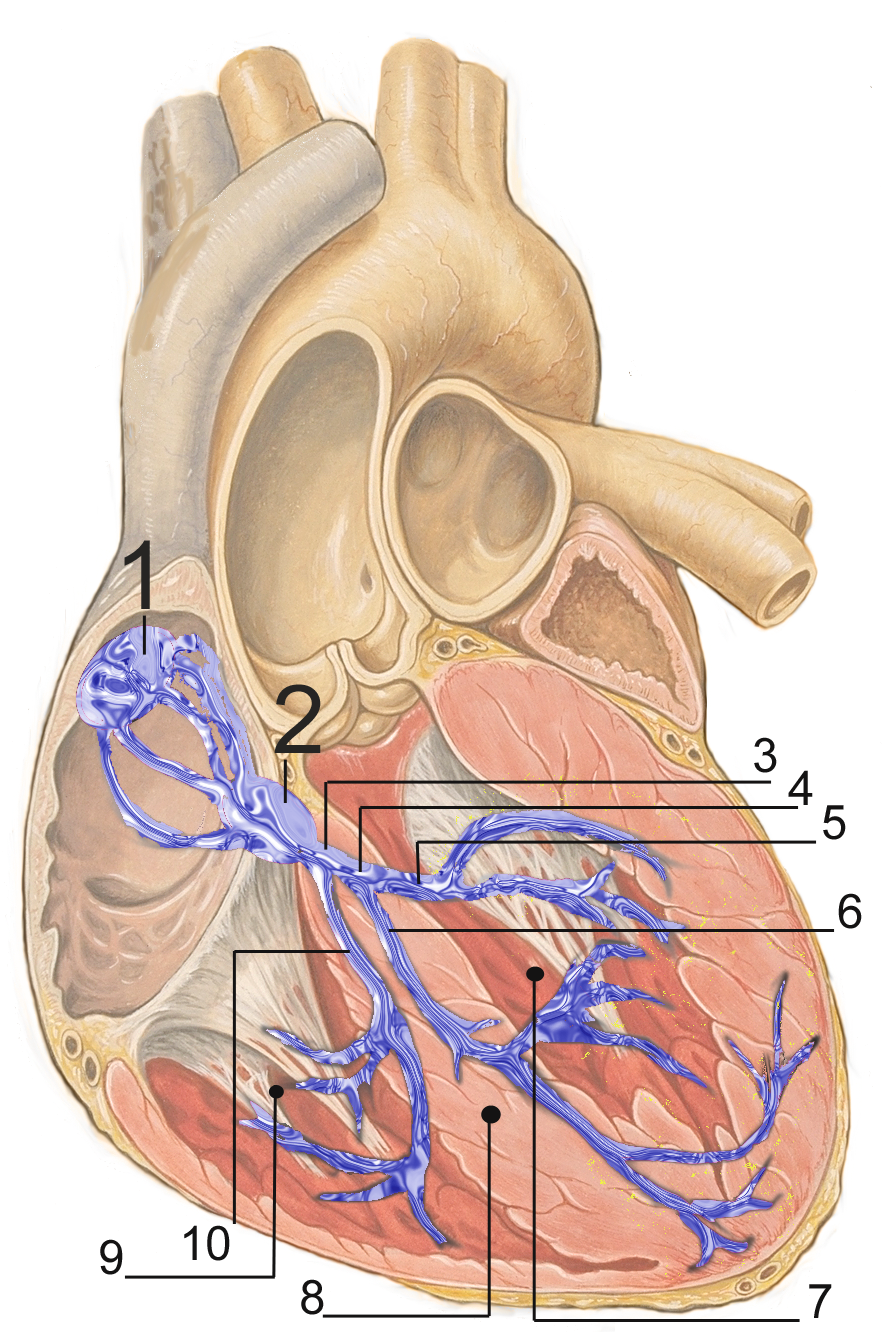
1. Синоатріальний вузол
2. Атріовентрикулярний вузол
3. Пучок Гіса
4. Ліва ніжка пучка Гіса
5. Задня гілка лівої ніжки пучка Гіса
6. Передня гілка лівої ніжки пучка Гіса
7. Лівий шлуночок
8. Міжшлуночкова перетинка
9. Правий шлуночок
10.Права ніжка пучка Гіса

Пучок Гіса (атріовентрикулярний пучок) — складова провідної системи серця, яка відходить від хвоста атріовентрикулярного вузла, прямує до міжшлуночкової перегородки, де розділяється на дві ніжки.

## Епонім
Пучок названо на честь німецького кардіолога Вільгельма Гіса, який описав його в 1893 році.

## Анатомія
Атріовентрикулярний вузол разом із проксимальною частиною пучка Гіса об'єднують терміном атріовентрикулярне з'єднання, яке має здатність до автоматизму й спроможне виробляти від 40 до 60 імпульсів на хвилину. Клітини водія ритму в передсердях, атріовентрикулярному вузлі та пучку Гіса називають автоматичним центром другого порядку. Пучок Гіса завдовжки близько 20 мм. Швидкість проведення імпульсу — до 1 м/с.
Пучок Гіса розділяється спочатку на дві ніжки, а потім на субендокардіальні гілки, або волокна Пуркіньє:
- праву ніжку пучка Гіса — є безпосереднім продовженням пучка Гіса, проходить правим боком міжшлуночкової перегородки й прямує до м'яза правого шлуночка.
- ліву ніжку пучка Гіса — спочатку проходить єдиним коротким стовбуром лівим боком міжшлуночкової перегородки, після чого поділяється на дві гілки:

* задню (задньонижню) гілку лівої ніжки пучка Гіса
* передню (передньоверхню) гілку лівої ніжки пучка Гіса
Передня і задня гілки лівої ніжки пучка Гіса на незначному проміжку йдуть поруч, а далі прямують до відповідних відділів шлуночків.
Задня гілка лівої ніжки пучка Гіса віддає волокна до задньої та нижнім відділам бокової стінки лівого шлуночка, а також задньому сосочковому м'язу.
Передня гілка лівої ніжки пучка Гіса віддає волокна до передньої стінки та верхніх відділів лівого шлуночка, а також передньому сосочковому (папілярному) м'язу.
Ніжки та субендокардіальні гілки пучка Гіса проводять імпульс зі швидкістю до 4 м/с. Також їх клітини здатні виробляти від 15 до 40 імпульсів на хвилину, таким чином є автоматичним центром третього порядку.

## Кровопостачання
Пучок Гіса живиться від правої коронарної артерії, а в 10 % випадків — від огинальної артерії. Права ніжка пучка Гіса та передня гілка лівої ніжки пучка Гіса майже цілком живляться від передньої міжшлуночкової артерії.
Стовбур лівої ніжки пучка Гіса та задня гілка лівої ніжки пучка Гіса мають подвійне живлення від передньої та задньої низхідних артерій.